# ランキンの楽園
『ランキンの楽園』（ランキンのパラダイス）は、2006年11月24日から2008年9月12日までTBS系列で毎週金曜18:55 - 19:54（JST）に放送された、毎日放送（MBSテレビ）製作のバラエティ番組である。
ステレオ放送、字幕放送・ハイビジョン制作であった（ただし、ハイビジョンはスタジオ部分のみで、VTR部分は4:3SDでサイドパネルが貼られていｔ）。放送中画面左上に王冠と「RANKING・PARADISE」の文字が表示されていた。

## 概要
2006年秋の改編に伴い、それまで水曜19時台に設けられていた毎日放送制作枠が14年半ぶりに金曜日の19時台に移動。「2006 世界バレー」の関係で、2006年11月下旬に番組がスタートした。
世界中のあらゆる情報を番組が独自に調査した"世界にたったひとつのランキング"を、ランキング形式で興味深く紹介するのが主な内容。取り上げる順位数は内容によって3～10位と異なる（特番時を除く）。2008年4月改編からは、芸能人がお勧めするグルメのランキング中心の内容にリニューアルした。特に、ギャル曽根が選んだランキングを扱う回が多くなった。
2008年9月12日をもって番組を終了。最終回となった9月12日の放送では2年間に放送されたランキングの中から、レギュラー出演者4人がもう一度見てみたいと思ったランキングをダイジェストで紹介した。番組の最後では司会の楠田枝里子と東野幸治が終了後も特番として放送されないかと番組終了を惜しむコメントを残している。レギュラー放送終了後、特番として放送される予定だったが、実際は1度も放送されず事実上終了した。同年10月からは、後継番組の『チェック!ザ・No.1』（2009年3月終了）が開始され、東野・田中直樹が引き続き出演した。

## 出演者

### MC
- 東野幸治

### レギュラー
- ピーコ
- 田中直樹（ココリコ）
- 高樹千佳子（ - 2008年3月）
- 楠田枝里子（2008年4月 - ）
- ギャル曽根（2008年4月 - ）

### ゲスト
上記4人以外にゲストとして主に男性・女性俳優・タレント1～2組、お笑いコンビ1組程度。
女性枠のゲストに松居一代、三船美佳。男性枠のゲストは関根勤、笑福亭笑瓶が出演する場合が多かった。2008年4月のリニューアル以降はギャル曽根がレギュラー出演しだした影響から、それ以外の女性タレントは若手芸人を除いてほぼ出演しなくなり、男性ゲストも若手俳優などが多くなった。
お笑いコンビ枠のゲストはブラックマヨネーズなど、吉本興業に所属している芸人のみが出演。ただしピン芸人の場合は他の事務所の芸人も出演している。

### その他
- エンジェル（声：濱田マリ）
- 広中雅志（ナレーション）
- 渡辺美佐（ナレーション）
- 山中真（MBSアナウンサー、2007年11月23日・2008年5月30日放送分に出演）

## 放送内容
全国の名物料理などのいわゆる「ご当地グルメ」を毎回ひとつのテーマ（例：インスタント食品、おみやげ等）に絞って集め、芸能人がその料理全てを食しランキングを製作する。スタジオではVTRの合間とランキング発表後にトークが行なわれ、番組の最後に取り上げた料理に関する4択問題を出題し、正解した出演者のみが1位に選ばれた食品を食べられる。
同様の内容を取り扱った番組には『ザ・ベストハウス123』（フジテレビ系）などがあるが、『ベストハウス』で紹介されるのはベスト3のみであり、かつ「世界の○○」・「巨大生物」などの衝撃映像やすでに決められた順位が多く取り上げるのに対し、本番組では上記のとおりデパ地下やお土産など身近な事柄や、ゲストが食品などでランキンを製作する模様を多く取り上げている点などで差異が見られる。また『ベストハウス』で取り上げられるランキングは4本前後なのに対し、本番組は1 - 2本と少なく後期は1本の企画のみを毎回放送していた。

### 過去の内容
取り上げられるランキングはシリーズものが多かった。また、バラエティ番組としては珍しくタレントよりもスタッフが体を張って選ばれた項目を体験する企画も存在した。
外国人観光客シリーズ
- 日本で撮った写真地域別ランキン
- お土産地域別ランキン
- 好きな日本食ランキン

食品シリーズ
- デパ地下試食一刺しの値段ランキン
- 日本人の買い置きラーメンランキン
- ○○（ゲスト芸能人）が選ぶ全国ご当地食品ランキン

視聴者投稿シリーズ
- 大きい家庭用浴室ランキン
- ルービックキューブ早揃えチビっ子ランキン

感動モノシリーズ
- 富士山・屋久島に来た理由ランキン
- 家族と離れて生活する日本人の食べたい日本食ランキン
- 出産直後の母親が子供に初めてかける言葉ランキン

その他
- 絶景ランキン
- ○○が選ぶ一度は見たいビックリ工場見学ランキン（小学生、東大生など）
- 芸能人の仰天エピソードランキン
- ニッポンの100歳に聞く 人生で一番○○だった事ランキン
- ピーコさん御用達の店・おすすめスポットランキン
- 超話題の有名人50人の2007年一番高い買い物ランキン

## 備考
- 制作局の毎日放送では、例年この時間帯に独自編成による阪神タイガース戦中継がしばしば入っていた（2006年まではこの枠が単発枠だったため差し替えが容易だった）が本番組開始以降の当該野球中継は原則として、全国ネットで中継が組まれた際の差し替え[2]や「阪神 vs 巨人」戦全国放送のみとなっていた。
- 最高視聴率は、2007年11月23日放送分の14.4%であった。
- 2008年5月23日の放送で紹介されたランキン内の「ティッシュ箱を飛ばして健康チェック」と言う項目で実践した視聴者から怪我をしたとの問い合わせがあり、番組の公式サイトや翌週の放送の最後にテロップで注意喚起がされた[3]。ーまた、同年6月7日放送の『MBSマンスリーリポート』（関西ローカルで月1回放送されているMBSの自己批評番組）で司会の古川圭子アナウンサーが番組冒頭でこの問題を取り上げ、改めて注意喚起を呼びかけた。
- 2008年9月12日の最終回で2007年3月に放送された「命がけ!世界の高い所で働くサラリーマンランキン」を再放送した際に、『記録は放送当時のものです』と注釈がつけられた（放送当時1位に選ばれた台北101の建築物での世界最高峰記録が、2007年8月にブルジュ・ハリーファに抜かれた為）。
- TBS金曜19時枠は「30分×30分」（一時「JNNニュースコープ」による特別編成時期も有り）→「30分×90分」→「2時間」時代が長きに渡って続いたため、1時間枠になるのは開局52年目で初めてのことであった。

## スタッフ
- 構成：八木晴彦、小林仁、松本真一、遠藤敬 / 樋口卓治、都築浩
- リサーチ：スコープ
- TP (テクニカルプロデューサー)：深谷高史
- SW (スイッチャー)：小川利行
- CAM (カメラ)：遠山康之
- VE (ビデオエンジニア)：宮本学
- 音声：加瀬悦史
- PA (パブリックアドレス)：石井俊二
- 照明：前田貢伺
- カメラクレーン：齋藤槙治
- 美術プロデュース：松沢由之
- セットデザイン：中野雪子（MBS）、坪田幸之
- 美術進行：荻原美樹雄
- 大道具：那須野清
- アートフレーム：相田和彦
- アクリル装飾：日野邦彦
- 電飾：谷口雅彦
- フラワーオブジェ：荒川直史
- モニター：前島亮二
- CG：笹尾宗慶、山田益弘
- メイク：一條純子
- 音響効果：久坂恵紹、宮本大生
- 編集：掛川高史
- MA (マルチオーディオ)：熊井明子
- TK (タイムキーパー)：本田悦子
- デスク：高橋朋子、成瀬輝容
- 編成：田中良樹（MBS）
- 宣伝：内藤史（MBS）
- AD (アシスタントディレクター)：岸加苗（THE WORKS）、吉岡大介、兼丸洋介（SSSystem）、沼尾和哉（Be-WILD）、辻将大、眞方良忠（MBS）
- AP (アシスタントプロデューサー)：大泉正太（THE WORKS）、沢口恵美（JUMP）
- ディレクター：芦田政和・山下和之（JUMP）、瀧島光人（DAWN）、滝村富裕（Dクラッチ.）、鎌迫敏弘・尾崎義史（レジスタX1）、横森敦（THE WORKS）、黒田源治（SSSystem）、宮本哲也（THE WORKS）、北山友亮、池ヶ谷実希 / 袰川斉（やんかわ商店）
- 総合演出：福岡元啓（MBS）
- プロデューサー：井口岳洋・長尾政彦・森田綾子（MBS）、稲冨聡（よしもとクリエイティブ・エージェンシー）
- 技術協力：ニユーテレス、麻布プラザ、テクノマックス、プログレッソ、戯音工房、マウント
- 美術協力：フジアール
- 収録スタジオ：東京タワースタジオ
- スタッフ協力：Boom、THE WORKS、Dクラッチ.、JUMP、レジスタエックスワン（前：エックスワン）、DAWN.ドーン、P.D.NETWORK、エスエスシステム、アイ・ティ・エス、ビーワイルド（※全てクレジット表示なし）
- 制作協力：吉本興業
- 製作著作：毎日放送

### 過去のスタッフ
- 構成：小杉四駆郎、江戸川ダビ夫、高井里江
- ディレクター：近藤浩文・浅田靖（Dクラッチ.）、津田盛治、滝川義子、日下真行（MBS）
- 宣伝：石田敦子（MBS）
- デスク：松田麻央
- AP (アシスタントプロデューサー)：松本定子（JUMP）
- AD (アシスタントディレクター)：小田切恵、田村容子（JUMP）、大村健介、小林洋一、鈴木希、枝松治義（THE WORKS）
- CAM (カメラ)：藤本伸一
- PA (パブリックアドレス)：齋藤珠津穂
- 照明：石井健治
- カメラクレーン：横尾暁祥
- 電飾：井野岡利保
- キャラクターデザイン：にぎりこぷし
- イラスト：川崎あっこ
- CG：加藤誠（パークグラフィックス）
- MA：田倉学